# Balkanturist
Balkanturist (în bulgară Балкантурист) este cel mai vechi operator turistic bulgar. A fost înființată ca o companie monopolistă de stat la 6 ianuarie 1948 și este bine cunoscută pe piața turistică internațională pentru că întreține relații cu toate tipurile de operatori de transport către și din Bulgaria. Compania a fost privatizată în 1995. Balkanturist este membru de lungă durată al unor organizații profesionale internaționale în domeniul turismului precum IATA, UFTAA, ASTA, JATA, ETOA, Euro Congress, precum și al organizațiile profesionale bulgare BATA și Asociația Patronală a Hotelierilor și Restauratorilor.

## Istorie
Balkanturist a fost înființată ca o companie autonomă a Ministerului Transporturilor Feroviare, Rutiere și Fluviale în ianuarie 1948, în perioada guvernului condus de Gheorghi Dimitrov. Ea își avea originea în Agenția de Transport pe Căile Ferate „Balkan”, sub administrarea căreia fuseseră trecute cele mai reprezentative hoteluri și restaurante recent naționalizate.
Sarcina inițială a companiei era compensarea despăgubirilor de război substanțiale datorate de statul bulgar după cel de-al Doilea Război Mondial pentru naționalizarea întreprinderilor cehoslovace în urma Loviturii de stat din Bulgaria din 9 septembrie 1944. Statul bulgar nu avea posibilitatea să achite aceste reparații financiare, de aceea Klement Gottwald, prim-ministrul Cehoslovaciei și președintele Partidului Comunist din Cehoslovacia, i-a sugerat lui Gheorghi Dimitrov să ofere cetățenilor cehoslovaci vacanțe turistice pe coasta bulgară a Mării Negre.
Primul plan cincinal pentru dezvoltarea Balkanturist prevedea investirea de către companie a 225 milioane de leva din fonduri proprii și 300 de milioane de leva din fonduri de stat pentru construcția a 41 de hoteluri și 50 de restaurante, dar aceste planuri ambițioase au eșuat. Primul hotel nou, construit de operator și numit „Dobri Terpeșcev” (redenumit ulterior „Roza”), este situat pe coasta orașului Varna, în stațiunea Sfinții Constantin și Elena. Un număr mare de muncitori necalificați au fost folosiți la lucrările de construcție, iar după deschiderea hotelului în vara anului 1949 revista satirică Stărșcel („Viespea”) l-a descris ca fiind o „închisoare” și un „hambar mare”, cu instalații sanitare improprii și plin de șobolani. Eșecul planurilor de creștere a numărului de obiective turistice a fost compensat parțial în 1957 prin asocierea companiei „Balkanturist” cu întreprinderea de stat „Naroden restorant”, care a avut ca efect creșterea numărului restaurantelor la 46.
În anii următori, Balkanturist și-a extins activitățile în domeniul turismului montan și cultural din Bulgaria și a început să atragă turiști din alte țări membre ale Blocului Comunist: URSS, RDG, Polonia, Ungaria și România. Compania a îndeplinit un rol cheie în amenajarea unor noi stațiuni maritime pe litoralul bulgăresc precum Nisipurile de Aur, Sunny Beach și Albena. Începând din 1967, compania a operat timp de câțiva ani nava de croazieră de lux „Varna” (anterior SS Ocean Monarch).
Dezvoltarea activă reală a turismului internațional în Bulgaria a început la sfârșitul anilor 1950. Astfel, dacă Balkanturist deservea în 1957 doar 17.000 de turiști străini, ea a ajuns să deservească în 1960 - 120.000 de turiști, în 1965 - 1 milion de turiști, în 1970 - 2,5 milioane de turiști și în 1975 - 4 milioane de turiști.
După schimbările democratice din 1989, compania Balkanturist a fost privatizată în 1995, fiind cumpărată atunci de compania bulgară „Bălgarski Turisticeski Holding”, parte componentă a conglomeratului Multigrup, fondat de omul de afaceri Ilia Pavlov Naidenov.